# Шкумба
 Тази статия е за реката в Албания.  За комика, известен като Шкумбата, вижте Димитър Туджаров.  
Шкумба (на албански: Shkumbini) е река в Централна Албания, разделяща условно страната на две – Северна и Южна Албания. Константин Иречек също приема условно, че реката разделя двете етнографски албански общности геги и тоски една от друга.
Шкумба извира от планинския югозападен район Поградец на Охридското езеро. Реката първо тече на север, после на северозапад и накрая, преди да излезе в равнината край Елбасан, взема западна посока, за да се влее в Адриатическо море. Средният дебит на реката е 70 m³/s като пълноводието ѝ настъпва през есента и зимата, а през лятото е маловодна. Шкумбини има дължина 181 km, като водите ѝ се ползват за напояване.